# Azzano d'Asti
Azzano d'Asti är en ort och kommun i provinsen Asti i regionen Piemonte i Italien. Kommunen hade 368 invånare (2018).